# Barrancos

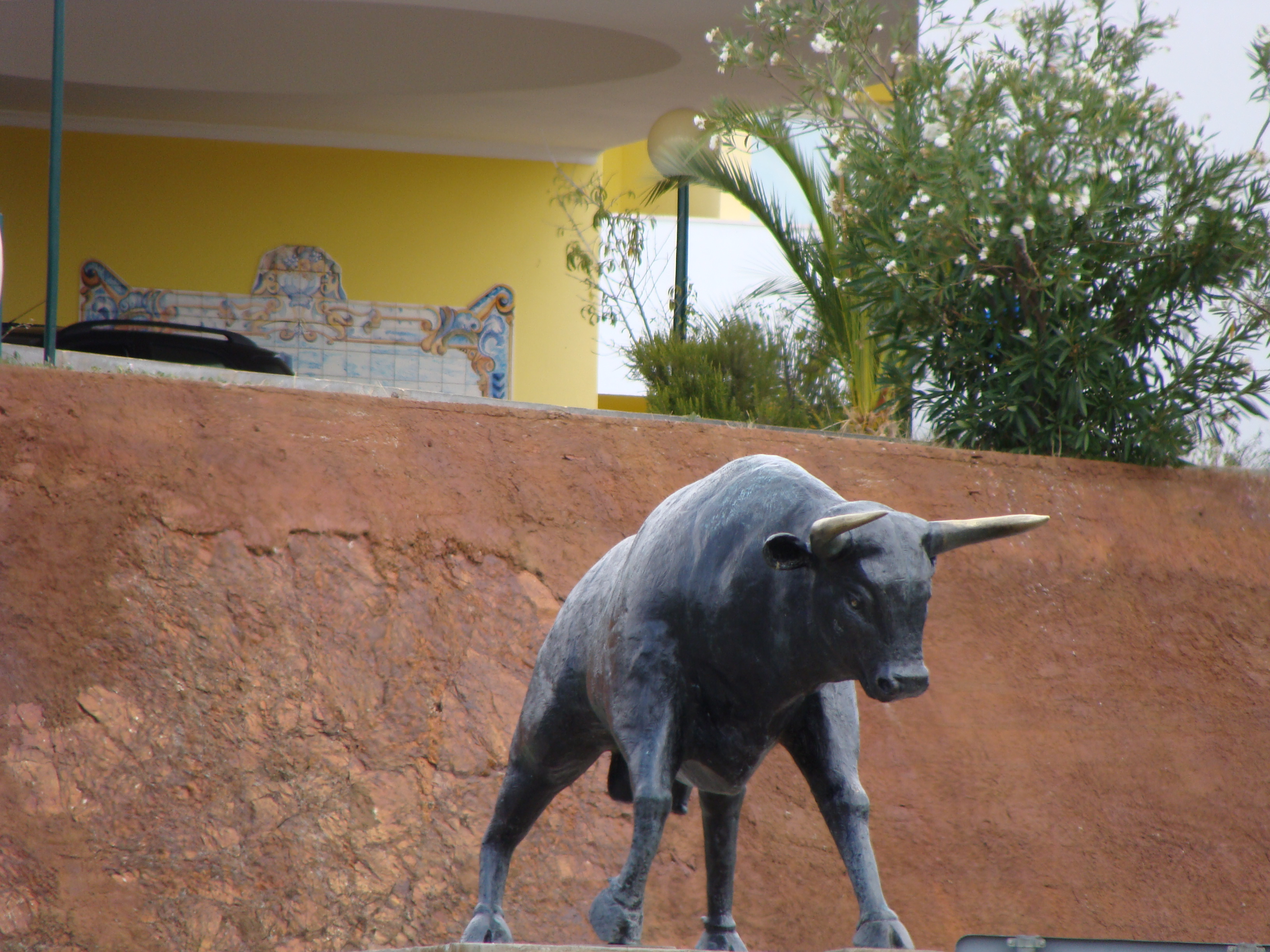
Pomnik byka w Barrancos

Barrancos – miasto i gmina w Portugalii, w Dystrykcie Beja, jest jedną z sześciu, która składa się z jednego sołectwa. Na terenie gminy używany jest dialekt Barranquenho. Słynie z produkcji presunto – suszonej szynki, wykonanej z czarnej świni iberyjskiej.

## Demografia
| Liczba ludności gminy Barrancos | Liczba ludności gminy Barrancos | Liczba ludności gminy Barrancos | Liczba ludności gminy Barrancos | Liczba ludności gminy Barrancos | Liczba ludności gminy Barrancos | Liczba ludności gminy Barrancos | Liczba ludności gminy Barrancos | Liczba ludności gminy Barrancos |
| ------------------------------- | ------------------------------- | ------------------------------- | ------------------------------- | ------------------------------- | ------------------------------- | ------------------------------- | ------------------------------- | ------------------------------- |
| 1801                            | 1849                            | 1900                            | 1930                            | 1960                            | 1981                            | 1991                            | 2001                            | 2004                            |
| 2094                            | 2042                            | 2659                            | 3210                            | 3429                            | 2157                            | 2054                            | 1924                            | 1834                            |

## Historia
Obszar, gdzie dziś znajduje się Barrancos został zdobyty przez wojska pod dowództwem Gonçalo Mendes da Maia w roku 1167, wcześniej tereny te zamieszkiwali Maurowie. Siedzibą gminy był wtedy w miejscowości Noudar. Miasto Noudar wyludzniło się jednak całkowicie w roku 1825, więc siedzibę gminy przeniesiono do Barrancos.
Na terenie gminy znajdują się ruiny zamku i wsi Noudar.

## Kultura
Gmina jest jedną z najbardziej hiszpańskich w kraju. Świadczy o tym między innymi dialekt, z licznymi elementami języka hiszpańskiego, którym uczy się w szkołach i mówi na co dzień (nie jest jednak językiem urzędowym) oraz przyzwolenie prawne na walki byków.
W mieście znajduje się Muzeum Miejskie i Muzeum Etnograficzne i Archeologiczne
W 1982 roku, założono miejski klub sportowy Barrancos Futebol Clube, który gra w Lidze Dystryktu Beja

## Miasta partnerskie
- Hiszpania – Fregenal de la Sierra (od 1994)
- Hiszpania – Encinasola (od 1999)